# Grandes éxitos (Amistades Peligrosas)
Grandes éxitos es el único álbum recopilatorio oficial de Amistades Peligrosas, lanzado en 1998 por EMI Music Spain.
El recopilatorio cuenta con la mayoría de los sencillos de la trayectoria musical del dúo en 2 CD, el primero que cuenta con temas de Relatos de una intriga y de La última tentación y el segundo con temas de La profecía y de Nueva era.
Se incorpora una versión de Africanos en Madrid en la que se cuenta con una mayor participación de Cristina del Valle y se encuentra en el libreto un resumen de la trayectoria de Amistades con una frase de cada canción incluida en el álbum.

## Diseño
La portada es azul y cuenta con diversos símbolos con tonalidades azul. En la parte trasera viene el CopyRight y el listado de canciones de cada uno de los CD. Existe un EP que cuenta con 4 canciones, una de cada álbum de Amistades Peligrosas.

## Lista de canciones CD 1
| N.º | Título              | Duración |
| --- | ------------------- | -------- |
| 1   | Estoy Por Ti        |          |
| 2   | Muy Peligroso       |          |
| 3   | Hágase Tu Voluntad  |          |
| 4   | Me Haces Tanto Bien |          |
| 5   | Africanos En Madrid |          |
| 6   | Casi Nunca Bailáis  |          |
| 7   | Díselo A Mi Corazón |          |
| 8   | Génesis             |          |
| 9   | Lágrimas De Metal   |          |
| 10  | ¿Está Yayo?         |          |

## Lista de canciones CD 2
| N.º | Título               | Duración |
| --- | -------------------- | -------- |
| 1   | Me Quedaré Solo      |          |
| 2   | El Príncipe Valiente |          |
| 3   | Nada Que Perder      |          |
| 4   | Más Circo Y Más Pan  |          |
| 5   | Será                 |          |
| 6   | O Pala O Escuela     |          |
| 7   | Pasos En El Túnel    |          |
| 8   | Ángelus              |          |
| 9   | Quítame Este Velo    |          |
| 10  | Aïcha                |          |

- Datos: Q5884826